# اردن کیرال
اردن کیرال (انگلیسی: Erden Kıral؛ زادهٔ ۱۹۴۲) کارگردان فیلم، و فیلم‌نامه‌نویس اهل ترکیه است. او تاکنون بیش از ۱۲ فیلم را کارگردانی کرده‌است.